# Wayne Bridge
Pour les articles homonymes, voir bridge (homonymie).
Wayne Michael Bridge, né le 5 août 1980 à Southampton en Angleterre, est un footballeur international anglais qui évoluait au poste d'arrière gauche.

## Carrière

### En club
La carrière de Bridge a débuté à Southampton, où il a joué son premier match en 1998, et où il a remporté, pour la saison 2000-2001, le trophée de "joueur de la saison" dans le club de sa ville natale.
Après cinq années et 151 matches joués à Southampton, il a été acheté par Chelsea lors de l'été 2003 pour 7 millions de livres sterling, et avec Graeme Le Saux dans la transaction. Il était le premier choix au poste de défenseur gauche pour Chelsea, jusqu'à l'arrivée de l'Espagnol Asier Del Horno.
En janvier 2006, il a été prêté par Chelsea à Fulham pour une durée de six mois. Durant cette période, il s'impose dans l'arrière-garde des Cottagers, mais doit revenir dans l'autre club de Londres.
De 2006 à 2008, il ne fait toujours pas partie des plans des entraîneurs, que ce soit avec José Mourinho, Avram Grant ou encore Luiz Felipe Scolari. Pour le début de la saison 2008-2009, et l'arrivée de José Bosingwa, Bridge est de nouveau mis de côté. Des rumeurs l'envoient vers plusieurs clubs anglais, mais les démarches n'aboutissent pas.
En janvier 2009, il s'engage avec Manchester City pour une durée de 4 ans et demi. Son transfert est évalué à 12M€. À la suite du contrat en or proposé par les Citizens, il ne peut que l'accepter, lui qui espérait quitter Chelsea pour trouver du temps de jeu. Le 12 janvier 2011, il est prêté à West Ham jusqu'à la fin de la saison.
Le 31 janvier 2012, Bridge est prêté à Sunderland jusqu'à la fin de la saison. Il participe à 10 rencontres avec les Black Cats avant de revenir au club mancunien à l'issue de la saison.
Le 6 juillet 2012, il est prêté pour une saison à Brighton & Hove  (deuxième division anglaise).
Le 7 juin 2013, Bridge s'engage pour une saison à Reading, relégué en deuxième division.
Le 6 mai 2014, il annonce sa retraite.

### En équipe nationale
Bridge a fait ses débuts en équipe nationale le 13 février 2002 contre les Pays-Bas et compte à ce jour 36 sélections en équipe d'Angleterre pour 1 but. De 2002 à 2010, il est la doublure attitré d'Ashley Cole, comme arrière gauche. Mais à la suite du scandale selon lequel John Terry aurait eu une liaison avec son ex-femme, Wayne Bridge annonce le 25 février 2010 qu'il met fin à sa carrière internationale, alors que Fabio Capello avait annoncé auparavant que Bridge disputerait la coupe du monde 2010. Bridge a pris cette décision déclarant que sa position dans l'équipe était intenable et que sa présence pourrait diviser le collectif. Avec la blessure de son éternel rival au poste d'arrière gauche Ashley Cole, Bridge semblait parti pour être le titulaire pendant la Coupe du monde 2010.

## Palmarès
- Finaliste de la Coupe d'Angleterre : 2003
- Champion d'Angleterre : 2005
- Vainqueur de la Coupe de la Ligue anglaise : 2007
- Vainqueur de la Coupe d'Angleterre : 2007
- Membre de l'équipe type de Football League Championship en 2013.

## Vie privée
Wayne a été fiancé à la mannequin française, Vanessa Perroncel, pendant plus de quatre ans jusqu'à leur séparation en décembre 2009. Ils ont eu un fils, prénommé Jaydon Jean Claude Bridge, né le 21 novembre 2006. Le lendemain de la naissance de son fils, Wayne signe un contrat de quatre ans avec Chelsea Football Club. En janvier 2010, quelques semaines après leur rupture, il a été révélé que l'infidélité de Vanessa avec John Terry - connu pour être l'un des meilleurs amis de Wayne, est la cause de leur séparation. Cette histoire a entraîné la retraite internationale de Wayne en équipe d'Angleterre. Le 25 mars 2010, Vanessa a obtenu par la Haute Cour une réclamation contre Wayne pour l'éducation de leur fils ; Wayne doit lui verser 6 000 £ par mois jusqu'aux 18 ans de Jaydon.
Depuis décembre 2010, Wayne est le compagnon de Frankie Sandford, membre du groupe anglais The Saturdays. Après s'être fiancés en avril 2013, ils se sont mariés le 19 juillet 2014 lors d'une cérémonie privée à Bedfordshire. Ensemble, ils ont deux garçons : Parker (né le 18 octobre 2013) et Carter (né le 15 août 2015).